# Zapasy na Igrzyskach Ameryki Środkowej i Karaibów 2014
Turniej w ramach Igrzysk w 2014 - Veracruz  rozegrano od 25 do 29 listopada w "World Trade Center" w mieście Boca del Río.

## Tabela medalowa
Gospodarz zawodów został zaznaczony kolorem.
| Poz.  | Państwo    |    |    |    | Łącznie |
| ----- | ---------- | -- | -- | -- | ------- |
| 1.    | Kuba       | 10 | 3  | 1  | 14      |
| 2.    | Meksyk     | 4  | 2  | 6  | 12      |
| 3.    | Kolumbia   | 2  | 2  | 5  | 9       |
| 4.    | Wenezuela  | 1  | 5  | 9  | 15      |
| 5.    | Portoryko  | 1  | 2  | 5  | 8       |
| 6.    | Dominikana | 0  | 3  | 1  | 4       |
| 7.    | Honduras   | 0  | 1  | 5  | 6       |
| 8.    | Salwador   | 0  | 0  | 2  | 2       |
| 9.    | Nikaragua  | 0  | 0  | 1  | 1       |
|       | Panama     | 0  | 0  | 1  | 1       |
| Razem | Razem      | 18 | 18 | 36 | 72      |

## Wyniki

### W stylu klasycznym
| Waga   | złoty                 | srebrny          | brązowy           | brązowy         |
| ------ | --------------------- | ---------------- | ----------------- | --------------- |
| 59 kg  | Ismael Borrero Molina | Jansel Ramírez   | Jairo Medina      | Alí Soto        |
| 66 kg  | Miguel Martínez       | Jaír Cuero Muñoz | Jefrin Mejía      | Manuel López    |
| 75 kg  | Juan Ángel Escobar    | Yorgen Cova      | Carlos Muñoz      | Luis Centeno    |
| 85 kg  | Pablo Shorey          | Alexander Brazón | Cristian Mosquera | Luis Betancourt |
| 98 kg  | Yasmany Lugo Cabrera  | Erwin Caraballo  | Kevin Mejía       | José Jair Rocha |
| 130 kg | Mijaín López          | Ramón García     | Edgardo López     | Rafael Barreno  |

### W stylu wolnym
| Waga   | złoty          | srebrny            | brązowy        | brązowy        |
| ------ | -------------- | ------------------ | -------------- | -------------- |
| 57 kg  | Pedro Mejías   | Kevin Bonilla      | Juan Ramírez   | Erick Romero   |
| 65 kg  | Franklin Gómez | Alejandro Valdés   | Brandon Díaz   | Luis Portillo  |
| 74 kg  | Liván López    | Christian Anguiano | Edison Hurtado | Pedro Soto     |
| 86 kg  | Reineris Salas | Pedro Ceballos     | Juan Martínez  | Jaime Espinal  |
| 97 kg  | Javier Cortina | Jesse Ruíz         | José Díaz      | Kevin Mejía    |
| 125 kg | Eduardo Mesa   | Josué Encarnación  | Luis Vívenes   | Rodolfo Waithe |

### W stylu wolnym kobiet
| Waga  | złoty              | srebrny            | brązowy           | brązowy            |
| ----- | ------------------ | ------------------ | ----------------- | ------------------ |
| 48 kg | Carolina Castillo  | Yusneylis Guzmán   | Mariana Díaz      | Mayelis Caripá     |
| 53 kg | Alma Valencia      | Nesmarie Rodríguez | Brenda Bailey     | Betzabeth Argüello |
| 58 kg | Alejandra Romero   | Yaquelin Estornell | Sandra Roa        | Virginia Jiménez   |
| 63 kg | Jackeline Rentería | Soleymi Caraballo  | Josselyn Portillo | Katerina Vidiaux   |
| 69 kg | Diana Miranda      | Leydi Izquierdo    | Saidy Chávez      | María Acosta       |
| 75 kg | Lisset Hechavarría | Lizabeth Rodríguez | María García      | Jaramit Weffer     |